# Буммаш (район Ижевска)
Бумма́ш — жилой район Ижевска, располагается в северной части удмуртской столицы. Входит в состав Индустриального административного района города.
Северная граница района проходит по Воткинскому шоссе, восточная — по улице 9 Января, южная — по улице 10 лет Октября, западная — по реке Карлутка, улицам Холмогорова и Удмуртской.
На севере Буммаш граничит с микрорайоном «Столичный», на востоке — с Северо-Восточным промрайоном и жилым районом «Автопроизводство», на юге — с жилым районом «Культбаза», а на западе — с жилым районом «Север». На территории района берёт начало речка Карлутка (правый приток Позими).

## История
До 60-х годов XX века на месте района Буммаш стоял лес. Ключевую роль в застройке района сыграло принятое в 1959 году решение о строительстве в Ижевске завода бумагоделательных машин «Ижтяжбуммаш». Сооружение завода началось в 1960 году на северо-востоке столицы Удмуртии, на 10 километре Воткинского тракта. Строительство такого крупного предприятия потребовало создания хороших подъездных путей, в связи с чем Воткинский тракт начали асфальтировать и расширять, превратив его в современную улицу Воткинское шоссе.
Одновременно с заводом рос и его спутник — новый жилой массив, получивший впоследствии имя Буммаш. Этот район начали возводить на месте леса к югу от Воткинского шоссе. При этом проектировщики решили не вырубать весь лес полностью — небольшая его часть была сохранена и благоустроена. Так в 1969 году появился Парк Космонавтов.
Застройка нового района шла достаточно быстрыми темпами. Это объяснялось тем, что большинство домов собирались из готовых железобетонных блоков, которые существенно ускоряли и удешевляли строительство. Всего на Буммаше было возведено 6 микрорайонов. При их планировке архитекторы Б. С. Чичкин, Д. Ф. Калабин, Г. С. Пономарёв, В. П. Орлов и Г. В. Левченко применили свободную расстановку зданий вместо устаревшего метода поквартальной застройки. Благодаря этому в домах была обеспечена наилучшая освещённость.
Район Буммаш стал первым в Ижевске примером массового типового жилищного строительства, в связи с чем его также называли ижевскими «Черёмушками». По прошествии лет, когда жилищный вопрос в городе уже не стоял так остро, стали очевидны недостатки района, к которым можно отнести однообразие и монотонность архитектурных решений. Кроме того, после застройки района в нём почти не осталось резервных площадей, где бы можно было возвести иные, контрастные по архитектуре жилые и общественные здания.
22 апреля 1970 года рядом с парком Космонавтов открылся широкоформатный кинотеатр «Ударник», а 29 декабря 1981 года на улице 9 Января было сдано в эксплуатацию здание кинотеатра «Октябрь» (снесено в 2012 году).

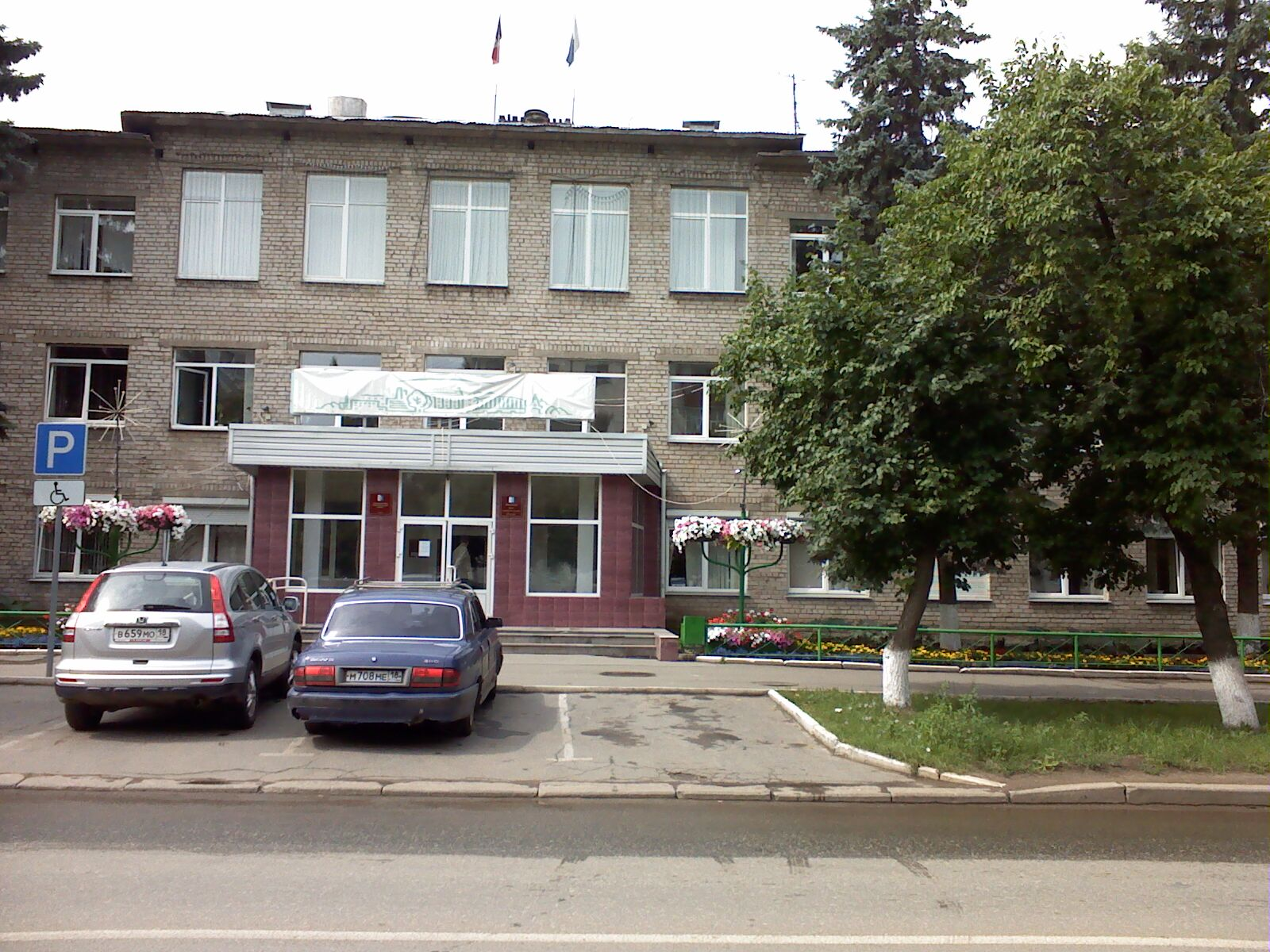
Администрация Индустриального района

## Органы власти
В жилом районе Буммаш расположены:
- Администрация Индустриального района г. Ижевска (ул. Дзержинского, 5);
- Индустриальный районный суд г. Ижевска (Воткинское шоссе, 140).

## Экономика
На территории Буммаша нет крупных промышленных предприятий: все они вынесены за пределы селитебной застройки в Северо-Восточный промышленный район. Отдельные предприятия расположены в производственно-коммунальной зоне на западе района. Здесь находятся несколько транспортных автопарков, а также Ижевский авторемонтный завод.
Буммаш имеет развитую сеть учреждений торговли и бытового обслуживания. На территории района расположены многочисленные супермаркеты местных и федеральных сетей («Ижтрейдинг», «Магнит», «Пятёрочка», «Вкусный дом», EuroSpar), небольшие магазины товаров повседневного спроса, два крытых мини-рынка (Северный рынок, «Кольцо»). Работают свыше десятка предприятий общественного питания. При этом, однако, в районе отсутствуют крупные торгово-развлекательные центры.

## Социальная сфера

### Образование
Сеть дошкольного образования на Буммаше формируют свыше двух десятков детских садов. Система общеобразовательных учреждений района насчитывает 8 школ (№ 3, 8, 19, 43, 52, 69, 72, 79).
На Буммаше также работают несколько учреждений среднего профессионального образования:
- Ижевский индустриальный техникум им. Е. Ф. Драгунова;
- Удмуртский республиканский колледж культуры;
- Техникум строительных технологий;
- Строительный техникум.

### Здравоохранение
На территории района расположены два бюджетных учреждения здравоохранения — детская поликлиника ГКБ № 7 и городская стоматологическая поликлиника № 2. Также имеются несколько частных медицинских центров.

### Культура
В жилом районе Буммаш действуют несколько детских школ искусств и библиотек.
Школы искусств:
- Детская школа искусств № 3 им. М. И. Глинки;
- Детская школа искусств № 12.

Библиотеки:
- Библиотека им. П. А. Блинова;
- Библиотека им. С. Я. Маршака;
- Библиотека им. И. А. Наговицына.

На Воткинском шоссе функционирует созданный на базе кинотеатра «Ударник» центр русской культуры «Русский дом».

## Транспорт

### Трамвай
Трамвайная линия была проложена через район Буммаш в середине 1960-х гг. Она пролегла по Буммашевской улице от улицы 10 лет Октября до улицы Дзержинского. По этой линии следуют трамваи пяти маршрутов: № 2, 5, 7, 8 и 9. В границах района на линии расположены 3 станции: «Школа № 79», «Северный рынок» и «Буммаш».

### Троллейбус
Контактная сеть троллейбусов проложена по Воткинскому шоссе, а также по улицам Удмуртской, Буммашевской, Дзержинского, 9 Января и 10 лет Октября. Через район проходят троллейбусные маршруты № 1, 2, 4, 7 и 14. Троллейбусная линия по улице 10 лет Октября была открыта в 2010 году, с 2011 года после закрытия маршрута № 5 в постоянной эксплуатации не задействована.

### Автобус
Движение автобусов организовано на Буммаше по тем же улицам, где курсируют троллейбусы. Через жилой район следуют автобусы городских маршрутов № 12, 16, 19, 22, 23, 26, 27, 29, 31, 36, 39 и пригородных маршрутов № 320, 321, 326, 331, 356, 450. Также по Буммашу курсируют маршрутные такси № 18, 49, 50, 52, 53, 68, 400.

## Галерея

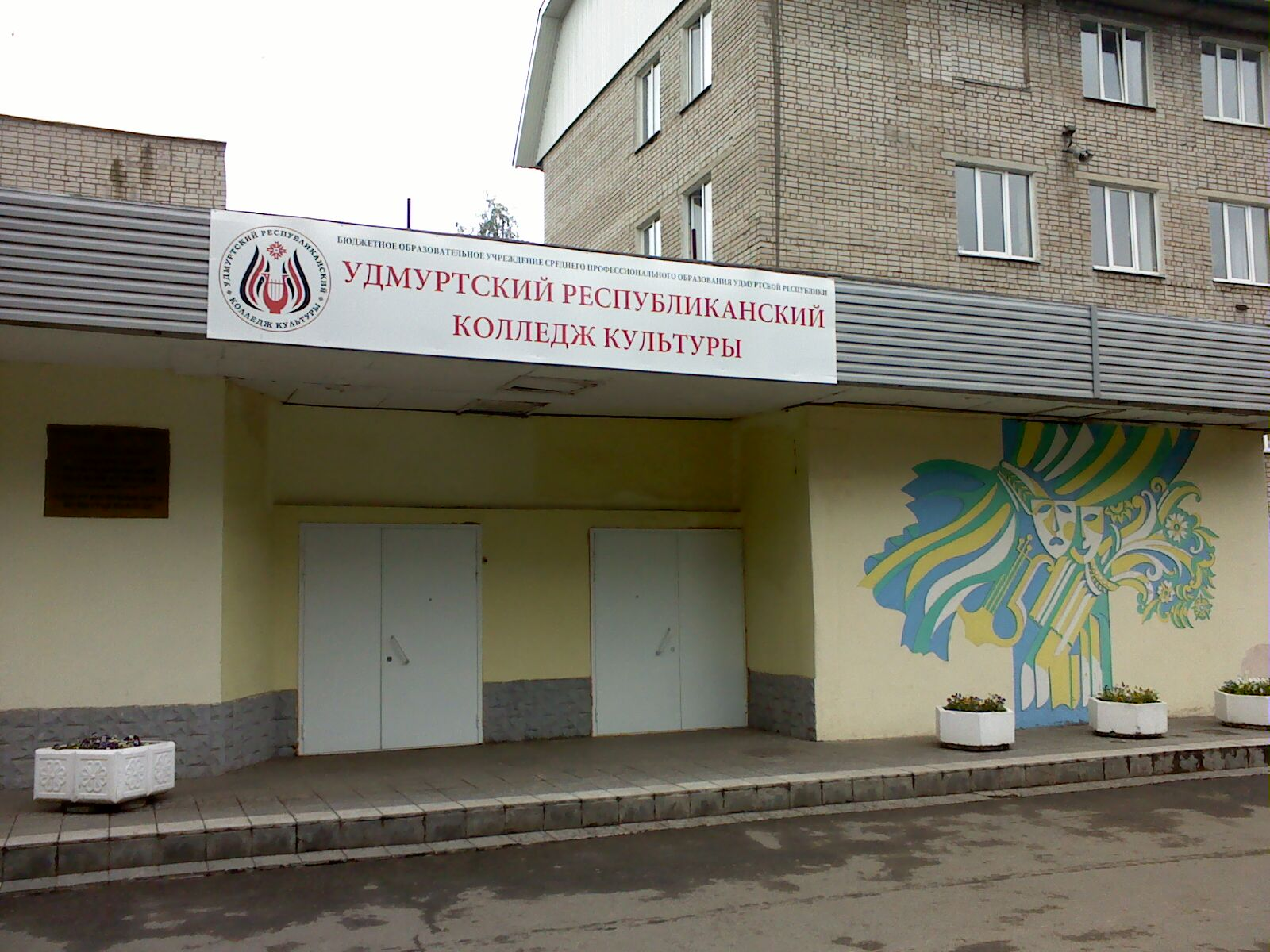
Республиканский колледж культуры
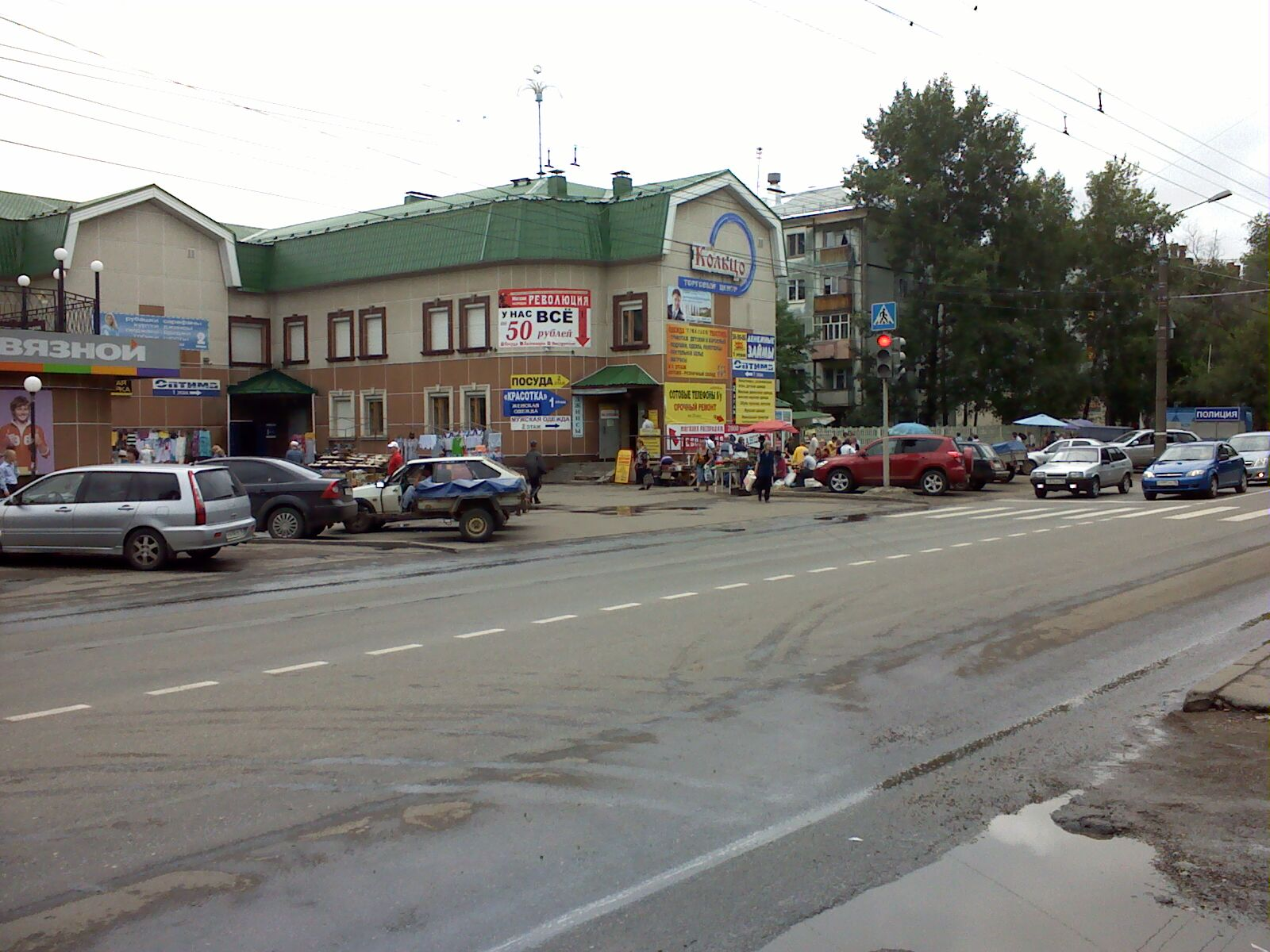
Улица Дзержинского. ТЦ «Кольцо»
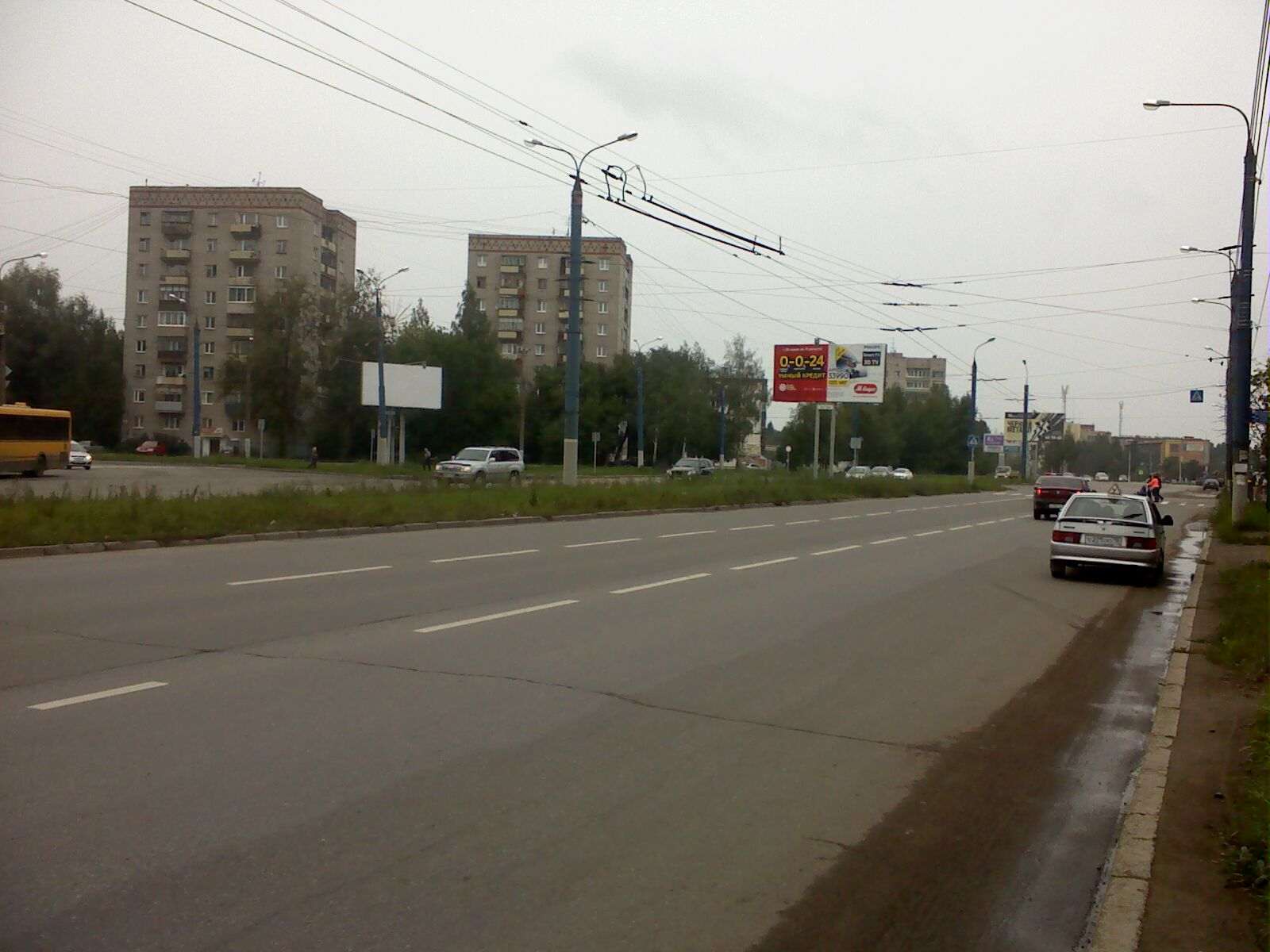
Улица 9 Января
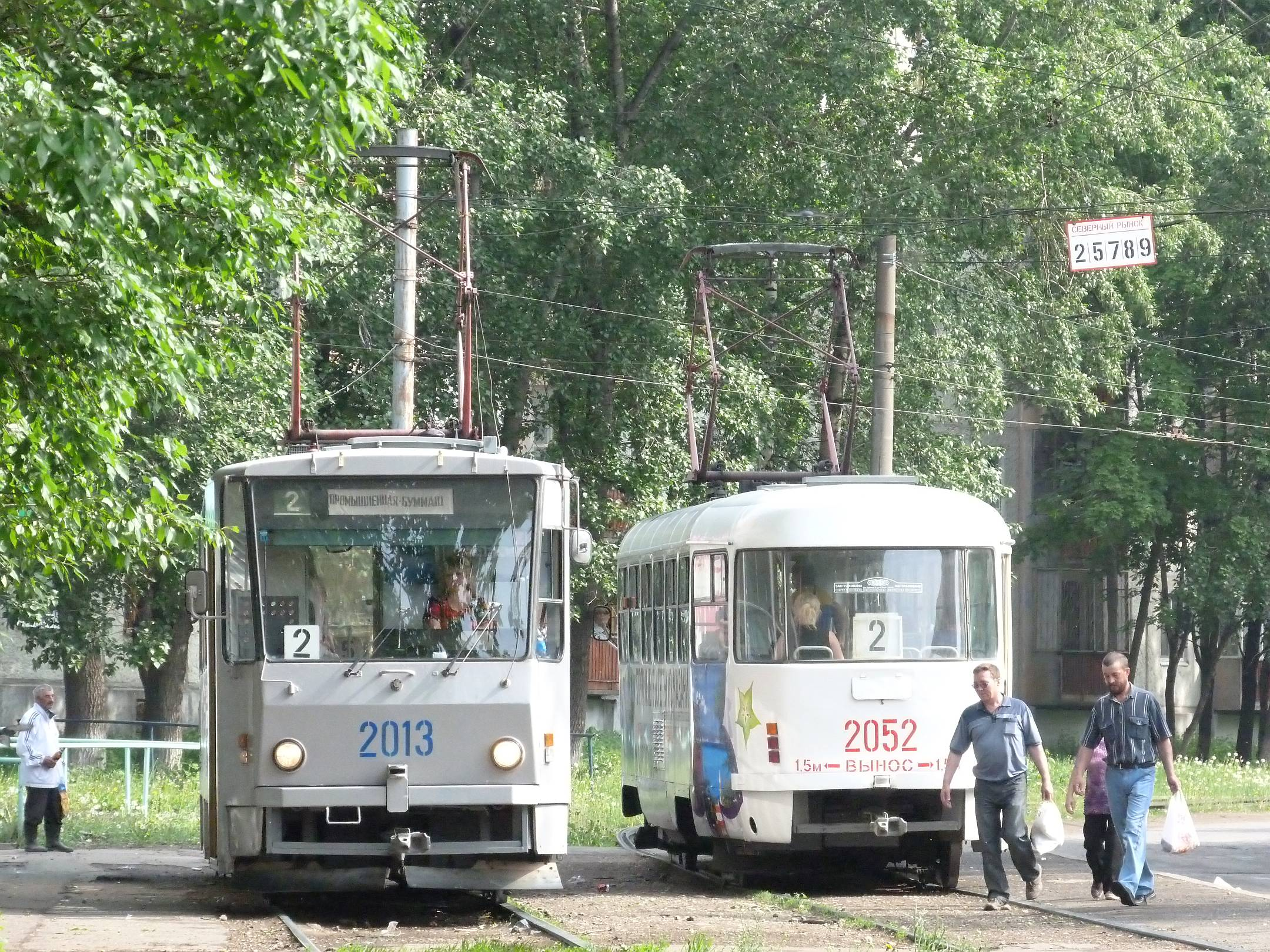
Трамваи маршрута № 2 на ост. Северный рынок